# Black Jack (cavalo)

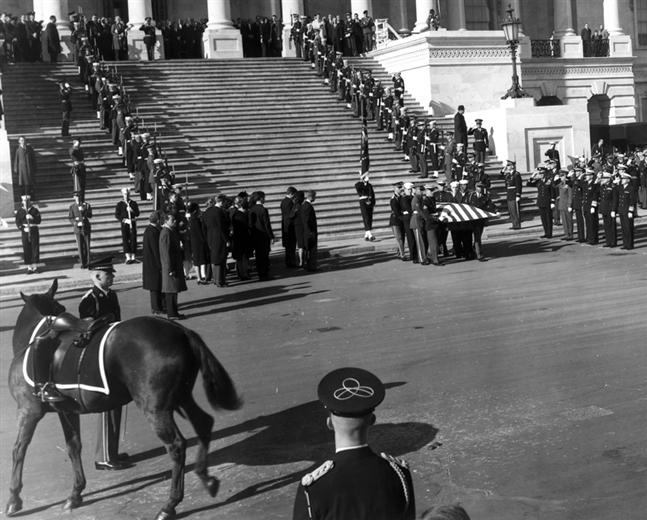
Black Jack no cortejo fúnebre de John F. Kennedy

Uma cruza de Morgan com quarto de milha de tom carvão preto, Black Jack serviu no Pelotão Caisson do 3.º Regimento de Infantaria (The Old Guard). Nomeado em homenagem ao General of the Armies John J. "Black Jack" Pershing, foi o cavalo sem cavaleiro em mais de 1.000 funerais de honra total das Forças Armadas (AFFHF), a maioria dos quais ocorreram no Cemitério Nacional de Arlington. Com as botas invertidas nos estribos, ele foi o símbolo de um líder caído.
Black Jack foi comprado por Jacqueline Kennedy, viúva de John F. Kennedy, após sua aposentadoria e a pedido dela.

## Vida pregressa
Black Jack foi parido em 19 de janeiro de 1947, e veio para Fort Myer vindo da estação de remontagem de cavalaria em Fort Reno, Oklahoma, em 22 de novembro de 1952. Black Jack foi o último dos cavalos da edição de quartel-mestre com a marca U.S. do Exército (em seu ombro esquerdo) e seu número de série do Exército 2V56 (no lado esquerdo do pescoço).

## Carreira
Black Jack serviu uma longa e respeitável carreira militar.
Entre os destaques está a participação em quatro funerais de Estado:
- Presidentes:
  - John F. Kennedy (1963)[2]
  - Herbert Hoover (1964)[2]
  - Lyndon B. Johnson (1973)[2]
- General cinco estrelas:
  - Douglas MacArthur (1964)[2]

O major-general do Exército Philip C. Wehle foi o comandante-geral do Distrito Militar de Washington durante os funerais de Estado, exceto para Lyndon B. Johnson. Naquela época, o major-general do Exército James Bradshaw Adamson serviu como comandante-geral. Foi logo depois daquele funeral que Black Jack se aposentou.

## Morte e sepultamento
Black Jack morreu após uma carreira militar de 29 anos, em 6 de fevereiro de 1976. Ele foi cremado, com seus restos mortais enterrados em um terreno em Fort Myer, Virgínia, em Summerall Field; seu local de descanso final fica a 200 pés (60 m) a nordeste do mastro da bandeira, no canto sudeste do campo de desfile. Ele é um dos quatro cavalos na história dos Estados Unidos a serem enterrados com todas as honras militares, sendo os outros o Chief, Sergeant Reckless e o Comanche.